# Pape (titre)
Pour les articles homonymes, voir Pape (homonymie) et Pape.
Le titre de « Pape » est une désignation honorifique accordée à certains dignitaires des Églises chrétiennes au sein desquelles son usage est attesté depuis le IIIe siècle.
Durant l'Antiquité tardive et le haut Moyen Âge, ce terme d'affectueuse vénération, synonyme de père, qui s'applique originellement à tout membre du clergé, est peu à peu réservé à des personnalités de haut rang, généralement à la tête de patriarcats ou d'évêchés d'importance comme ceux d'Alexandrie et de Carthage voire encore à certains évêques de Gaule ou d'Italie, particulièrement celui de Rome qui s'en arroge progressivement l'exclusivité de l'usage : la titulature devient ainsi sa prérogative exclusive à partir de la fin du XIe siècle dans la chrétienté occidentale.
Bien qu'il ne soit pas une dénomination officielle, le terme est devenu l'appellation la plus communément usitée pour désigner l'évêque de Rome, chef de l'Église catholique, et reste également en usage pour qualifier les primats de l'Église copte orthodoxe ainsi que, plus rarement, du Patriarcat orthodoxe d'Alexandrie.

## Étymologie
Le terme provient du latin ecclésiastique papa qui provient lui-même du grec ancien πάπας (papas), une forme tardive du mot πάππα (pappa), un terme familier et affectueux du langage enfantin qui désigne le père (« papa »). Cette marque d'affectueuse vénération, qui est déjà présente chez Homère, passe en usage dans le christianisme oriental pour honorer les « pères » de la communauté comme les épiscopes puis les évêques. De nos jours, les Grecs appellent encore « pappas » les simples prêtres de l’Église orthodoxe, mais dans le sens classique de « père », équivalent au titre que l'on donne aux prêtres dans l'Église latine.
Le terme « papauté » (en latin : papatus), de création tardive, est lui utilisé pour la première fois par Clément II (1046-1047) afin de marquer la supériorité de l'évêque de Rome sur le reste de l'épiscopat (en latin : episcopatus).

## Histoire

### Premiers usages

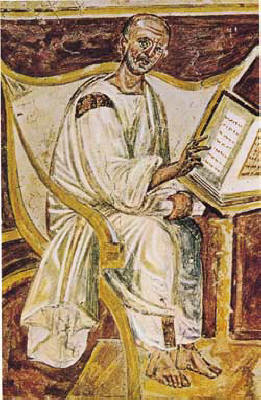
Augustin, évêque d'Hippone, fresque du milieu du VIe siècle, Rome, palais du Latran.

Apparu très tôt dans les premières communautés chrétiennes orientales où il peut s'appliquer indifféremment à tout membre du clergé puis adopté dès le IIIe siècle en Occident, le titre est largement employé durant les premiers siècles de l'histoire du christianisme. On en trouve une première attestation littéraire dans la Passion de Perpétue et de Félicité qui raconte le martyre de jeunes catéchumènes carthaginois, exécutés au tournant du IIe siècle : ceux-ci s'adressent à l'évêque de Carthage Optatus comme leur « papa noster ».
Progressivement le titre est réservé aux évêques locaux, appliqué par exemple aussi bien à Cyprien de Carthage (~200-258) qu'à Damase de Rome (305-384) ou encore à Augustin d'Hippone (354-430). Si Cyprien ne s'applique pas le terme à lui-même, on le relève dans la correspondance qu'il reçoit de ses interlocuteurs romains ; de la même manière, l'emploi du terme « papa » par un proconsul à son égard au cours d'un interrogatoire atteste que, s'il n'est pas encore officiel, l'appellatif est dès cette époque entré dans l'usage. On trouve également le titre honorifique au IIIe siècle chez Grégoire le Thaumaturge lorsqu'il s'adresse à un évêque du Pont ou encore, deux siècles plus tard, chez Sidoine Apollinaire qui l'utilise dans différentes lettres adressées aux évêques de Gaule.

### Alexandrie
En province romaine d'Égypte, dès le milieu du IIIe siècle, le titre est régulièrement attribué au patriarche d'Alexandrie Héraclas († 248) : son successeur Denys d'Alexandrie mentionne le « bienheureux pape Héraclas », une dénomination également utilisée à son égard par Eusèbe de Césarée. De la même manière, Arius et Athanase, qui se disputent la succession d'Alexandre au trône épiscopal de la cité égyptienne, s'adressent tous deux à lui en tant que « pape ». Ainsi, l'usage du terme une cinquantaine d'années avant sa première attestation appliquée à l'évêque de Rome témoigne du prestige du siège alexandrin à l'époque.
Le pape Théodose Ier (535-567) est le dernier patriarche à diriger les Églises coptes et orthodoxe d'Alexandrie dont la division de la communauté à la suite de différends théologiques génère des Églises séparées. Ses successeurs, respectivement à la tête de l'Église copte orthodoxe et du Patriarcat orthodoxe d'Alexandrie, conservent encore chacun le titre de nos jours.

### Rome

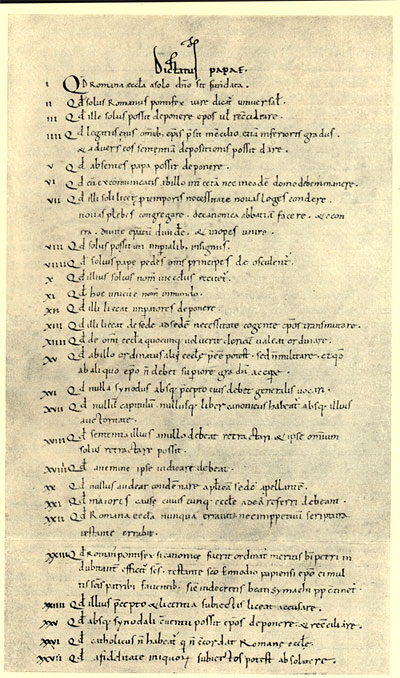
Dictatus papæ, archives du Vatican

La première attestation épigraphique liée à l'évêque de Rome se trouve dans la catacombe de Saint-Calixte, sur le cubiculum d'un diacre nommé Severus à propos de l'évêque Marcellinus (296–304) : « jussu pp [papae] sui Marcellini ». Depuis lors, l'abréviation de « papa » en « PP » se généralise, notamment dans la signature pontificale. Le titre tend alors à devenir habituel dans la titulature de l'évêque de Rome à partir de la fin du IVe siècle, mais la précision « Papa urbis Romae (aeternae) » (« Pape de la ville (éternelle) de Rome »), atteste d'un usage encore généralisé à l'ensemble des évêques.
Au VIe siècle, le titre papa est utilisé par la chancellerie de Constantinople pour s'adresser à l'évêque romain, un titre dont, à partir du VIIIe siècle, ses successeurs font usage pour se désigner eux-mêmes sans spécification. En 998, le concile de Pavie enjoint à l'archevêque Arnulfe II de Milan de renoncer à cette titulature, qui est réservée depuis la fin du XIe siècle au primat de Rome — « quod hoc unicum est in mundi » (« parce qu'il est unique au monde ») — à la suite du Dictatus papæ de Grégoire VII.

## Papes actuels
Trois personnalités chrétiennes portent le titre de « Pape » de nos jours :
- L'évêque de Rome, dont c'est l'appellation la plus habituelle, bien que le titre ne fasse pas partie des huit éléments de sa titulature officielle. Le titulaire actuel est Léon XIV.
- Le patriarche copte d'Alexandrie, dont la titulature est « Pape d'Alexandrie et patriarche de la prédication de Saint Marc et de toute l'Afrique » et dont le siège est au Caire[20]. Le titulaire actuel est Théodore II (ou Tawadros II).
- Le patriarche orthodoxe d'Alexandrie, dont la titulature est « Pape et patriarche d'Alexandrie et de toute l'Afrique » et dont le siège est à Alexandrie[20]. Le titulaire actuel est Théodore II (ou Theodoros II).